# Sinawe
Sinawe (koreanisch 시나위) ist eine dreiköpfige Metal- und Alternative-Rock-Band aus Südkorea.

## Geschichte
Der Bandleader und Gitarrist Shin Dae-cheol gründete die Band 1983, die 1986 ihr erstes Album Heavy Metal Sinawe veröffentlichte, das sich über 400.000 mal verkaufte. Die Band gilt als erste Metal-Band Südkoreas. In ihrer Karriere nahm die Band bisher neun Studioalben auf, wobei sie sich zwischen 1991 und 1995 getrennt hatte. Ehemalige Musiker der Band wurden bekannte Stars in Südkorea, auch nachdem sie die Band verlassen hatten, wie Seo Taiji, Kim Bada und Yim Jae-beom. In ihrer späteren Karriere ging ihre Musik stärker in die Richtung Alternative Rock und nicht mehr so sehr in Richtung Metal. 2013 veröffentlichten sie nach sieben Jahren Pause das Minialbum Mirrorview, dessen Konzept sie als „Bibimbap“ bezeichnen.

## Diskografie

### Studioalben
- 1986: Heavy Metal Sinawe
- 1987: Down & Up
- 1988: Freeman
- 1990: Four
- 1995: 매맞는 아이
- 1997: 은퇴선언
- 1999: Psychodelos
- 2001: Cheerleading Fan – Sinawe Vol.8 & English Album
- 2006: Reason of Dead Bugs

### Minialben
- 1988: 두 그림자
- 1996: Circus
- 2000: 미니앨범
- 2013: Mirrorview